# 이은영 (축구 선수)
이은영(2002년 3월 31일~)은 대한민국의 축구 선수이다.

## 어린 시절
명서초등학교 2학년 재학 도중 대한민국 U-17팀이 FIFA U-17 여자 월드컵에서 우승하는 모습을 본 후 축구를 시작하게 되었다.

## 국가대표팀 경력
2015년에 U-14 대표팀에 소집되었고 2016년 AFC U-14 챔피언십 예선에서 북마리아나 제도를 상대로 6골을 넣었다.
2019년, U-20 대표팀에 소집되었고2019 AFC U-19 여자 챔피언십에서 대한민국이 3위를 기록하는데 기여하면서 FIFA U-20 여자 월드컵 진출 확정지었다.
2020년, 18세의 나이로 성인 대표팀에 소집되었으며, 2023 FIFA 여자 월드컵의 대한민국 여자 축구 국가대표팀 예비명단에 포함되었다.
2023년 3월, 제1회 여자 덴소컵에 출전하게 되었다.

## 플레이 스타일
장신의 윙어로 매우 빠른 스피드를 지니고 있다.